# Will Durant

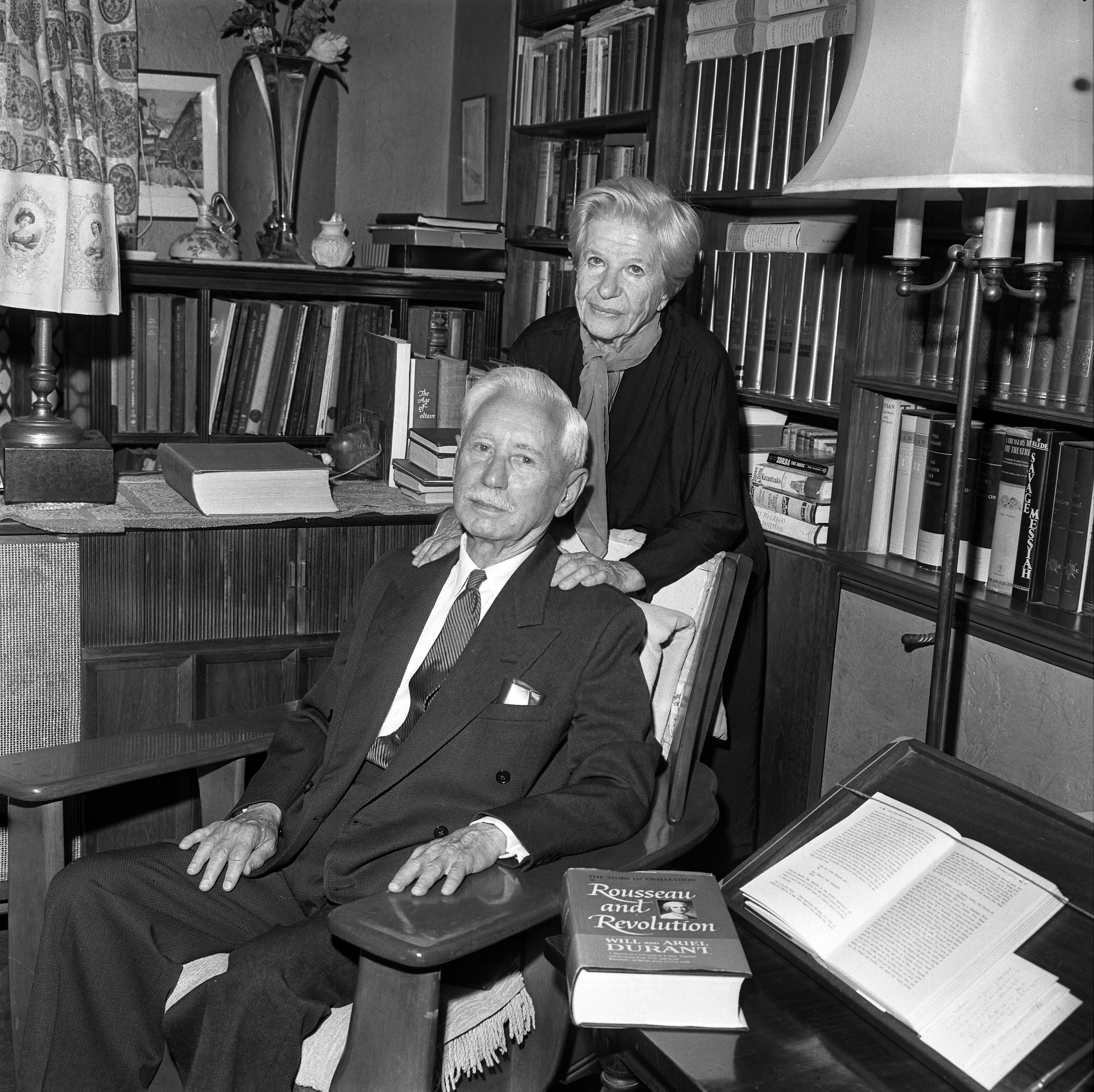
Will Durant mit seiner Ehefrau Ariel (1967)

William James „Will“ Durant (* 5. November 1885 in North Adams, Massachusetts; † 7. November 1981 in Los Angeles, Kalifornien) war ein US-amerikanischer Philosoph und Schriftsteller.

## Leben

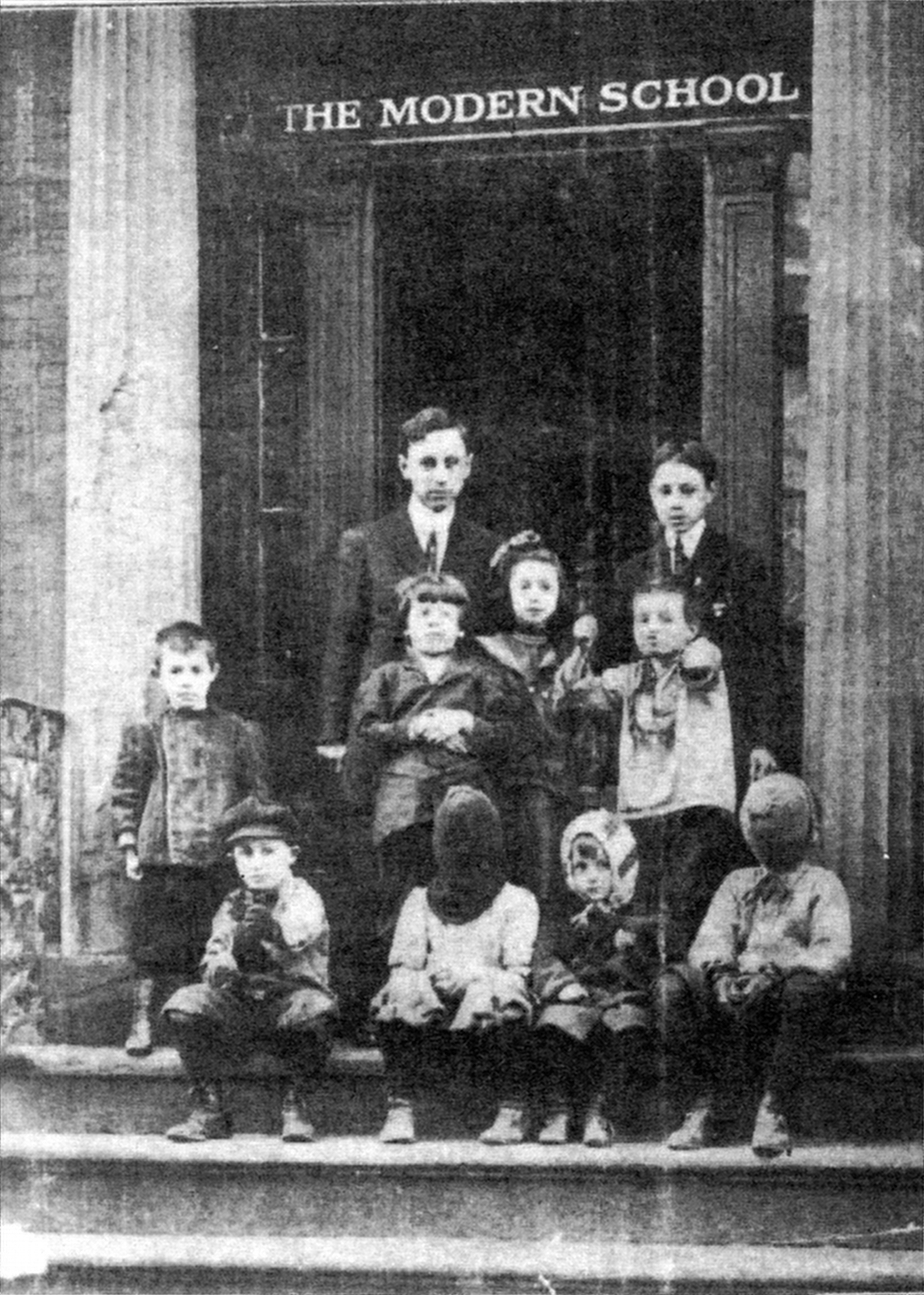
Will Durant vor der Modern School New York City (um 1911)

Will Durant, Sohn franko-kanadischer Eltern, besuchte die Schulen in Jersey City. Er arbeitete zunächst als Journalist, dann als Lehrer. Auf der Ferrer Modern School in New York verliebte er sich in eine junge Schülerin, Chaya Kaufman. Er gab seinen Lehrerberuf auf und heiratete Chaya – die er zunächst Puck, später Ariel nannte – 1913; sie hatten eine gemeinsame Tochter, Ethel, und einen Adoptivsohn.
Sozialist seit 1905, kämpfte er für gleiche Löhne, das Frauenstimmrecht und bessere Arbeitsbedingungen für die amerikanischen Arbeitnehmer. Er schrieb eine Reihe von Büchern und Zeitungsartikel über diese Themen und versuchte, seine neuen Ideen (und später seine philosophischen und historischen Darstellungen) dem einfachen Menschen näherzubringen. 
1917 promovierte er im Fach Philosophie an der Columbia University. Mit seiner Philosophiegeschichte The Story of Philosophy erlangte er sowohl eine große Popularität als auch eine finanzielle Unabhängigkeit, welche es ihm und seiner Frau erlaubte, Reisen in alle Kontinente zu unternehmen und (ab 1927) über vier Jahrzehnte an ihrem gemeinsamen Hauptwerk zu arbeiten: The Story of Civilization. Seine Frau war von Beginn an Co-Autorin, wurde aber erst ab Band 7 namentlich erwähnt. Für den 10. Band dieser umfangreichen Menschheitsgeschichte (Durant selbst sprach von einer integral history) erhielten sie 1968 den Pulitzer-Preis in der Kategorie „Sachbuch“. Seit 1959 war er Mitglied der American Academy of Arts and Letters.
1981 verstarben seine Frau, Ariel Durant, und er kurz nacheinander in Los Angeles.

## Werke

### Bücher
Eine vollständige Bibliographie ist hier zu finden.
- The Story of Philosophy. the Lives and Opinions of the Greater Philosophers, Simon and Schuster, New York 1926
  - deutsch: Die grossen Denker. Mit einem Vorwort v. Hans Driesch, Orell Füssli, Zürich o. J. (1930)
  - als Bastei-Lübbe Taschenbuch, übersetzt und bearbeitet von Andreas Hecht: Bergisch Gladbach 1980, ISBN 3-404-63055-6.
- Transition. A Sentimental Story of One Mind and One Era, Simon and Schuster, New York 1927
- The Mansions of Philosophy. A Survey of Human Life and Destiny, Simon and Schuster, New York 1929
  - revidierte Ausgabe als: The Pleasures of Philosophy, Simon and Schuster, New York 1953
- The Case for India, Simon and Schuster, New York 1930
- A Program for America, Simon and Schuster, New York 1931
- Adventures in Genius, Simon and Schuster, New York 1931
- On the Meaning of Life, Ray Long and Richard R. Smith, New York 1932
  - Neuausgabe: Promethean Press, Dallas 2004

### Bücher (zus. mit Ariel Durant)
- The Story of Civilization, 11 vol., Simon and Schuster, New York 1935–75
  - dt. Erstausgabe: Die Geschichte der Zivilisation bzw. (ab 1956) Kulturgeschichte der Menschheit, 10 Bände, Francke, Bern/München 1946–69
    - erste komplette Ausgabe: Kulturgeschichte der Menschheit, 18 Bände, Südwest, München 1978
- The Lessons of History, Simon and Schuster, New York 1968
  - dt. Die Lehren der Geschichte, Francke, Bern/München 1969
- Interpretations of Life. A Survey of Contemporary Literature, Simon and Schuster, New York 1970
- A Dual Autobiography, Simon and Schuster, New York 1977, ISBN 0-671-23078-6

### Filme (zus. mit Ariel Durant)
- Journey, Robert Cohn Productions, 1973
- A Visit with Will and Ariel Durant, Northern River Productions, 2003

## Zitat
- „Eine überragende Kultur kann nicht von außen her erobert werden, so lange sie sich nicht von innen her selbst zerstört hat.“[2][3]